# 迪约多内
迪约多内（法語：Dieudonné，法語發音：[djødɔne]）是法国瓦兹省的一个市镇，属于桑利斯区。

## 地理
迪约多内（49°13'50"N, 2°14'52"E）面积10.38 平方千米，位于法国上法蘭西大區瓦兹省，该省份为法国北部内陆省份，北起索姆省，西接厄尔省和滨海塞纳省，南至塞纳-马恩省和瓦兹河谷省，东临埃纳省。
与迪约多内接壤的市镇（或旧市镇、城区）包括：拉沙佩勒圣皮埃尔、泰勒地区莫特方丹、泰勒地区讷伊、诺维莱尔、皮瑟勒欧贝热、于利圣乔治、博尔内勒。

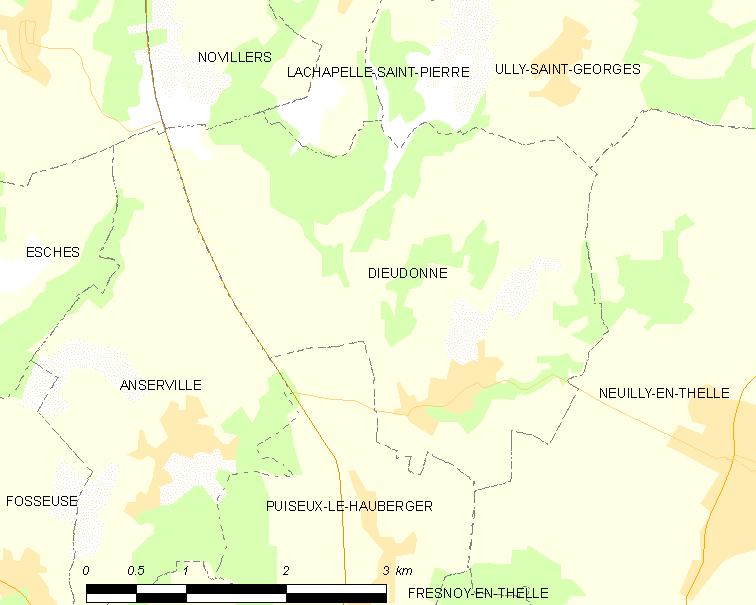
迪约多内的OSM定位图

迪约多内的时区为UTC+01:00、UTC+02:00（夏令时）。

## 行政
迪约多内的邮政编码为60530，INSEE市镇编码为60197。

## 政治
迪约多内所属的省级选区为梅吕县。

## 人口

1962-2008年间迪约多内人口变化图示

迪约多内于2022年1月1日时的人口数量为973人。